# Пеща (крепост в Мариово)
Пеща (на македонска литературна норма: Пешта) е антична и средновековна крепост в областта Мариово, Република Македония. Намира се на 52 километра от Битоля, между селата Градешница и Старавина. Входът на крепостта е от изток. Освен крепост е имало и римско селище. Крепостта е свързана с легендата за Калеш Ангя, мариовска девойка, която предпочита да пожертва живота си, но да не се предаде на прилепския кадия.
Съществуването на твърдината, како доминантна стратегическа пизиция в района води до изграждане на резиденциални вили в село Градешница, в близост до Темнишкия вир. На мястото на днешните църкви „Свети Антоний“, „Свети Георги“ и „Свети Спас“ има комплекс от римски вили от периода от средата на II до края на III век. Те са разкрити след археологически проучвания от 1990 до 1998 година.